# Naoki Hane
Hane Naoki (羽根　直樹?) (14 de agosto de 1976, Mie, Japón) es un jugador de go profesional japonés. Es el hijo y estudiante de Hane Yasumasa que también es 9 dan profesional de la Nihon Ki-In.

## Campeonatos y subcampeonatos
| Título             | Años ganado       |
| ------------------ | ----------------- |
| Actuales           | 14                |
| Honinbo            | 2008, 2009        |
| Kisei              | 2004, 2005        |
| Tengen             | 2001 - 2003       |
| Copa Agon          | 2004, 2009        |
| Copa NHK           | 2006              |
| Okan               | 1999, 2002 - 2004 |
| Actuales           | 1                 |
| Shin-Ei            | 1996              |
| Continentales      | 1                 |
| Tengen China-Japón | 2002              |
| Totales            | 16                |

| Título                | Años perdido |
| --------------------- | ------------ |
| Actuales              | 8            |
| Honinbo               | 2010         |
| Tengen                | 2004         |
| Copa NHK              | 2002         |
| Shinjin-O             | 1999, 2000   |
| Okan                  | 2000, 2005   |
| Copa Agon             | 2006         |
| Ryusei                | 2003         |
| Extintos              | 2            |
| Kakusei               | 2003         |
| NEC Shun-Ei           | 2000         |
| Continentales         | 1            |
| Copa Agon China-Japón | 2005         |
| Internacionales       | 1            |
| Copa Chunlan          | 2003         |
| Totales               | 12           |

## Premios
- Alcanzó las 500 victorias en 2002.
- Alcanzó las 600 victorias en 2005.
- Premio Nuevo Jugador (1995)
- Más victorias: 48 (1996), 50 (1997), 68 (2001)
- Más victorias consecutivas: 19 (1999)
- Premio Mejor Jugador (2001, 2003)
- Más partidas jugadas: 88 (2001)
- Premio Hidetoshi (2001)